# Ельстра
Ельстра (нім. Elstra, в.-луж. Halštrow) — місто в Німеччині, розташоване в землі Саксонія. Входить до складу району Бауцен.
Площа — 32,65 км2. Населення становить 2704 ос. (станом на 31 грудня 2020).